# Media for Equity
Media for Equity ist ein englischer Begriff, der in Deutschland innerhalb der Medienindustrie und der Risikokapitalbranche für ein Investment-Modell verwendet wird.
Media for Equity bezeichnet die Beteiligung von Medienunternehmen an Unternehmen (vor allem Start-ups) unter Verwendung von Medialeistung statt Geld. Erfahrung mit dem Beteiligungs-Modell existieren in Europa und Indien. Das Modell ähnelt Risikokapital-Beteiligungen, mit dem entscheidenden Unterschied, dass Werbeinventar – wie TV-Werbezeiten, Plakatflächen oder Magazinanzeigen – statt Geld als eine Art Sacheinlage in die Firma verwendet werden.
Im Rahmen eines Media for Equity-Investments bekommt das Unternehmen von einem oder mehreren Medienunternehmen Werbeplätze oder -zeiten für eine Marketingkampagne zur Verfügung gestellt. Das Unternehmen kann normalerweise das notwendige Budget als Gegenleistung nicht aufbringen und zahlt in Form von Anteilen am eigenen Unternehmen. Falls die Werbekampagne erfolgreich ist und das Unternehmen wächst, können diese Anteile an Wert gewinnen. Das Medienunternehmen kann durch einen späteren Verkauf der Anteile einen Erlös für seine Medienleistung bekommen. Der Nutzen von Medialeistung für Investmentgeschäfte schädigt das normale Geschäft der Medienunternehmen mit Werbekunden nicht.

## Varianten
Es gibt zwei unterschiedliche Modelle von Media for Equity. Das erste Modell ist eine direkte Beteiligung von einem Medienunternehmen an einem Unternehmen. Mehrere Medienunternehmen haben diese Beteiligungen seit den 1990er Jahren durchgeführt, darunter das Unternehmen Ströer Out-of-Home Media und die Fernsehgruppe ProSiebenSat.1 mit SevenVentures.
Das zweite Modell ist der selbstständige Media for Equity-Fonds. Hier stellen mehrere Medienunternehmen einem Fonds gemeinsam Werbeinventar zur Verfügung. Dieser Fonds investiert diese Medialeistung dann in Unternehmen. Alternative Bezeichnungen sind cross media fonds, weil sie Unternehmen im Rahmen einer integrierten Kampagne verschiedene Arten von Medien – z. B. TV-, Radio-, Plakat- oder Magazinwerbung – zur Verfügung stellen können. Derartige Fonds sind beispielsweise Aggregate Media in Schweden, German Media Pool in Deutschland und Leverate Media in Deutschland.
Außerhalb Europas wird Media for Equity intensiv auch in Indien von der Times Group und deren Investment-Arm Brand Capital praktiziert. Media for Equity füllt in Indien wie auch in Europa eine Lücke in der Finanzierung von Wachstumsunternehmen zwischen der sogenannten frühen Angel-Finanzierung und späteren Late Stage-Investments.